# Барца (Удине)
Барца је насеље у Италији у округу Удине, региону Фурланија-Јулијска крајина.
Према процени из 2011. у насељу је живело 22 становника. Насеље се налази на надморској висини од 887 м.